# St. Philippus und Jakobus (Güsten)

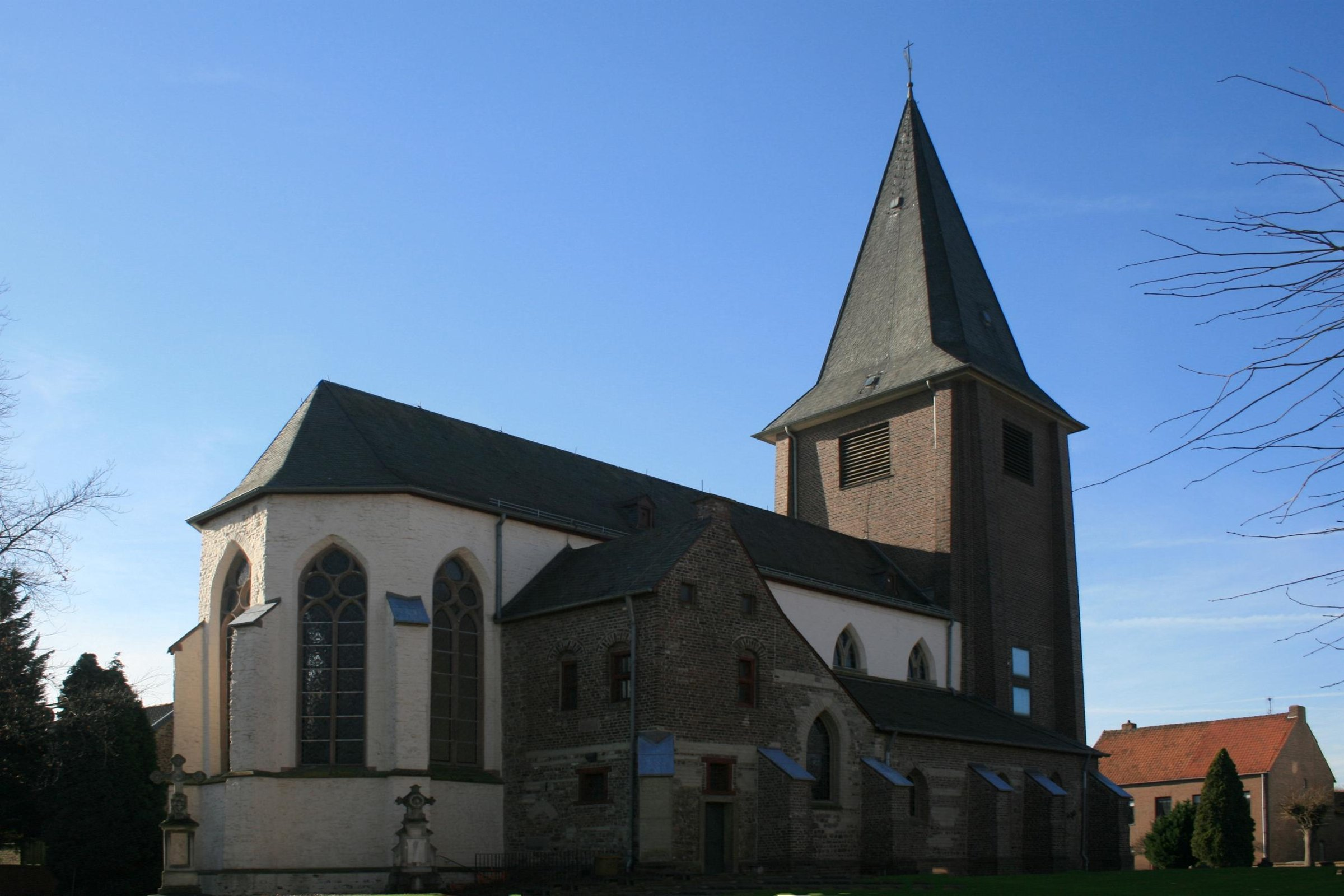
St. Philippus und Jakobus in Güsten

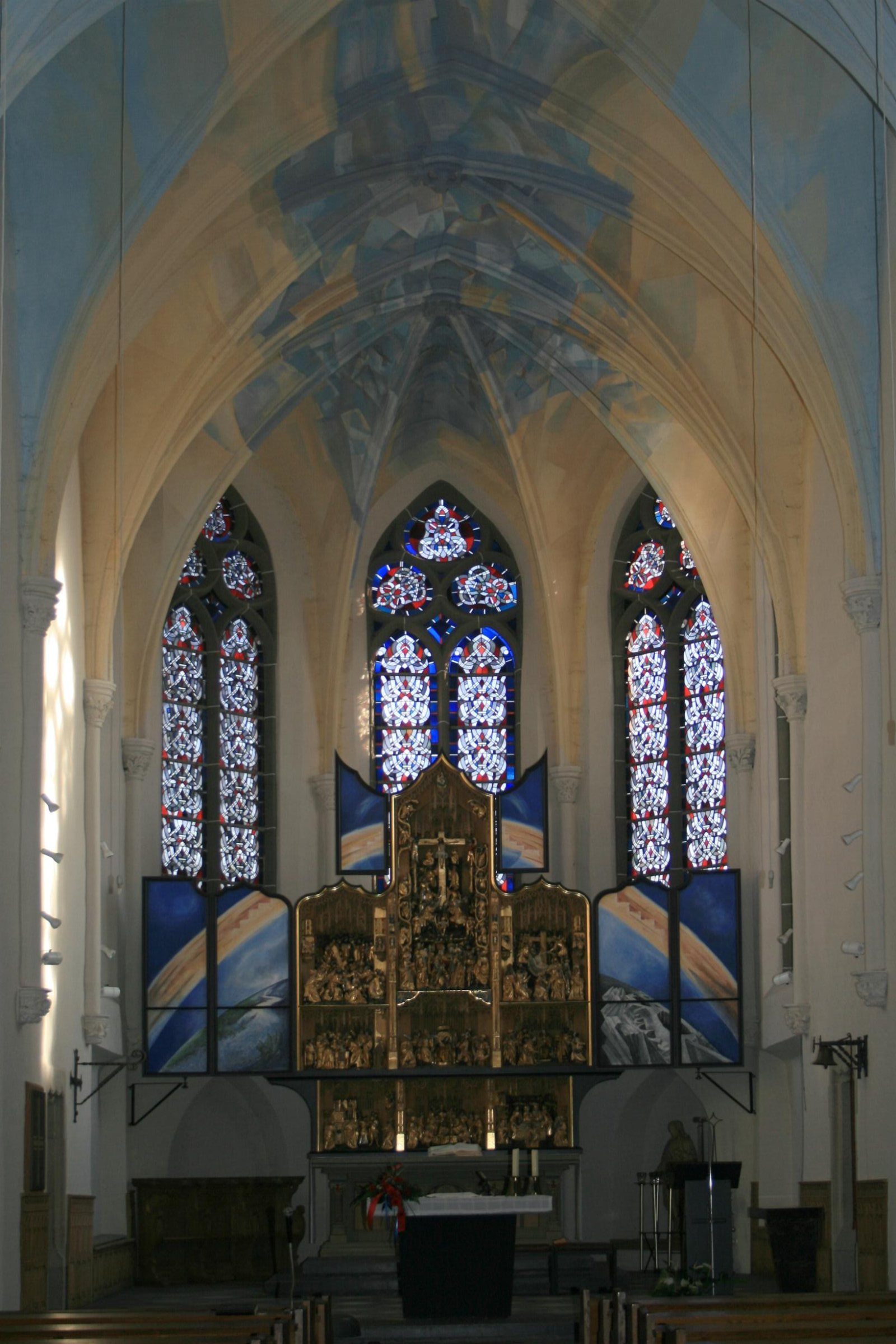
Innenraum

St. Philippus und Jakobus ist die römisch-katholische Filialkirche des Jülicher Stadtteils Güsten im Kreis Düren in Nordrhein-Westfalen.
Die Kirche ist unter Nummer 39 in die Denkmalliste der Stadt Jülich eingetragen.

## Geschichte
Ein Gotteshaus in Güsten wurde das erste Mal 847 urkundlich erwähnt Von dieser ersten Kapelle ist heute nichts mehr bekannt. Die heutige Kirche entstand um 1400 im Baustil der Gotik als dreischiffige Basilika mit Hauptschiff und zwei Seitenschiffen, Chor mit 3/8 Chorschluss und Glockenturm im Westen. Die Nord-Sakristei wurde Anfang des 17. Jahrhunderts angebaut und die Süd-Sakristei im 19. Jahrhundert. Im Zweiten Weltkrieg wurde der Kirchturm gesprengt, wodurch das Gotteshaus schwere Schäden erlitt. Den Wiederaufbau leitete der Rheydter Architekt W. J. Oidtmann und der neue Glockenturm wurde nach Plänen des Düsseldorfer Architekten Justinus Bendermacher errichtet.
Bis zum 31. Dezember 2012 war Güsten eigenständige Pfarrgemeinde. Am 1. Januar 2013 wurde die Pfarre mit 13 weiteren ehemaligen Pfarreien zur Pfarre Heilig Geist Jülich fusioniert.

## Ausstattung
In der Kirche befinden sich ein Antwerpener Schnitzaltar aus dem Jahr 1520, ein Taufstein aus dem Jahr 1250 und ein Kreuz aus dem 12. Jahrhundert. Die Fenster der Kirche schufen Ernst Jansen-Winkeln und Friedrich Oidtmann in den 1950er und 1980er Jahren.

### Orgel
Die Orgel ist ein Werk der Orgelbaufirma Bach 1973 und besitzt 14 Register. Sie wurde mit Schleifladen erbaut. Das Instrument hat mechanische Spiel- und Registertrakturen.
| I Hauptwerk C–g3 |              |    |
|                  | Prinzipal    | 8′ |
|                  | Gedackt      | 8′ |
|                  | Rohrflöte    | 4′ |
|                  | Superoktav   | 2′ |
|                  | Mixtur       |    |
|                  | Rohrschalmei | 8′ |

| II Oberwerk C–g3 |             |    |
|                  | Holzflöte   | 8′ |
|                  | Prinzipal   | 4′ |
|                  | Quintade    | 4′ |
|                  | Spillpfeife | 2′ |
|                  | Sesquialter |    |
|                  | Tremolo     |    |

| Pedal C–f1 |             |     |
|            | Subbass     | 16′ |
|            | Offenbass   | 8′  |
|            | Biffaro 2f. |     |

- Koppeln: II/I, I/P, II/P
- Spielhilfen: Koppeltritte

## Glocken
Drei Mal hat die Kirche in Güsten Bronzeglocken der Glockengießerei Otto aus Hemelingen/Bremen erhalten und zwar in den Jahren 1913, 1928 und 1957. Von den Glocken, die vor 1939 von Otto gegossen wurden, befindet sich heute keine mehr im Turm von St. Philippus und Jakobus. Vier Glocken wurden zur Kriegszwecken eingeschmolzen. Der Verbleib einer Glocke aus dem Jahr 1928 ist unklar. Heute ertönt vom Turm ein vierstimmiges Geläute von zwei mittelalterlichen Glocken und zwei Otto-Glocken aus dem Jahr 1957. Die Schlagtonreihe lautet: es' – f' – g' – b'. Die Glocken haben folgende Durchmesser: 1345 mm, 1180 mm, 1028 mm, 864 mm. Ihre Gewichte sind: 1600 kg, 1000 kg, 550 kg, 350 kg.

## Pfarrer
Folgende Priester wirkten bis zur Auflösung der Pfarre 2013 als Pastor an St. Philippus und Jakobus:
| von – bis | Name                 |
| --------- | -------------------- |
| 1922–1940 | Robert Tollhausen    |
| 1940–1952 | Josef Kauff          |
| 1952–1971 | Johannes Arnold      |
| 1971–1975 | Willi Meuffels       |
| 1976–1981 | Gottfried Hecker     |
| 1982–2008 | Heinrich Bardenheuer |